# Gijs Leemreize
Gijs Leemreize (Ruurlo, 23 ottobre 1999) è un ciclista su strada olandese che corre per il Team Picnic PostNL; è professionista dal 2021.

## Palmarès

### Strada
- 2021 (Jumbo Visma, due vittorie)

5ª tappa Ronde de l'Isard d'Ariège (Auterive > Saint-Girons)
Classifica generale Ronde de l'Isard d'Ariège

#### Altri successi
- 2019 (Sensa-Kanjers voor Kanjers)

Classifica scalatori Carpathian Couriers Race
- 2021 (Jumbo-Visma)

Classifica a punti Ronde de l'Isard d'Ariège
2ª tappa Tour de l'Avenir (Laon > Laon, cronosquadre)
- 2023 (Jumbo-Visma)

2ª tappa Vuelta a Burgos (Oña > Poza de la Sal, cronosquadre)

## Piazzamenti

### Grandi Giri
- Giro d'Italia

2022: 28º
2024: 43º
2025: 43º
- Vuelta a España

2024: 84°

### Classiche monumento
- Liegi-Bastogne-Liegi

2023: 93º
- Giro di Lombardia

2022: ritirato
2024: 73°